# John Warwick Montgomery
John Warwick Montgomery (* 18. Oktober 1931 in Warsaw, New York, USA; † 25. September 2024 in Bischwiller, Elsass, Frankreich) war ein US-amerikanischer Hochschullehrer, lutherischer Theologe, Anwalt und Autor.

## Leben
Montgomery begann mit einem Philosophiestudium an der Cornell University in Ithaca, New York, wo er durch den Ingenieurstudenten Herman John Eckelmann in religiöse Diskussionen verwickelt wurde. Dadurch sah er sich gezwungen, sich mit der Person von Jesus Christus auseinanderzusetzen, und mit der Zeit seine Rebellion gegen Gott einzugestehen. Ab 1952 studierte er Rechtsphilosophie an der englischen Universität Essex und später an der amerikanischen Universität Chicago, wo er mit einem Ph.D. abschloss. Danach erwarb er akademische Abschlüsse in der Bibliothekswissenschaft, einen Doktor der evangelischen Theologie an der französischen Universität Straßburg und einen höheren Doktorgrad in Rechtswissenschaften an der Universität Cardiff in Wales.
1958 wurde Montgomery als lutherischer Pastor ordiniert, und etwas später schloss er sich der Missouri-Synode an. Von 1964 bis 1974 war er Professor für Kirchengeschichte an der Trinity Evangelical Divinity School in Deerfield, Illinois. 1974 bis 1975 lehrte er Recht und Theologie an der George Mason University in Fairfax, Virginia. 1975 bis 1976 war er theologischer Berater der christlichen Rechtsgesellschaft (englisch: Christian Legal Society). 1979 bis 1981 leitete er die Internationalen Studien am Institut für Menschenrechte in Strassburg. Er gründete die Simon Greenleaf School of Law in Anaheim, wo er neben seinen Tätigkeiten als Rechtsprofessor und Dekan ab 1980 auch als Direktor der Bibliothek fungierte und das Europaprogramm leitete. Ab 1989 bis 1991 unterrichtete er erneut Theologie und Recht am Faith Evangelical Lutheran Seminary in Tacoma, Washington, und 1991 bis 1997 an der Universität Bedfordshire. 1997 bis 2007 lehrte er Apologetik und Recht und war akademischer Vizedirektor am Trinity College and Theological Seminary in Indiana. 1997 bis 1999 lehrte er nochmals Recht an der Regent University in Virginia Beach und 2007 bis 2014 Philosophie und christliche Weltanschauung am Patrick Henry College in Virginia. 2014 bis 2017 hatte er noch eine Forschungsprofessor für Philosophie an der Concordia University Wisconsin in Mequon, Wisconsin, inne. Zudem ist er Ehrenmitglied im akademischen Beirat des Internationalen Instituts für Religionsfreiheit (englisch: International Institute for Religious Freedom, IIRF).
Er war zugelassener Anwalt in den USA, Barrister in Großbritannien und eingeschrieben im barreau in Frankreich. In Rechtsfragen waren Menschenrechte und Religionsfreiheit seine Spezialgebiete, und er trat regelmäßig als Anwalt am europäischen Gericht für Menschenrechte auf. Hier wurde 1986 der Gerichtsfall bezüglich Religionsfreiheit Larissis v. Greece and Bessarabian Orthodox Church v. Moldova (140/1996/759-761/958) zu Gunsten der von ihm vertretenen Missionare entschieden. Er war an verschiedenen Forschungsreisen beteiligt, die zum Ziel hatten, Überreste der Arche Noah in der Türkei zu finden. Neben seinen zahlreichen Veröffentlichungen zu Themen der Rechtsprechung, der Theologie und der Apologetik erlangte er Bekanntheit durch Debatten mit Madalyn Murray O’Hair, James Pike, Thomas Jonathan Jackson Altizer über dessen Annahme „Gott ist tot“, sowie mit Joseph Fletcher über Fragen der Ethik. Montgomery schrieb insgesamt über 100 wissenschaftliche Artikel und über 50 Bücher, die in fünf Sprachen übersetzt wurden.

## Familie
Montgomery war nach dem Tod seiner ersten Ehefrau in zweiter Ehe mit der Harfistin Lanalee de Kant Montgomery verheiratet. Sie lebten in Frankreich, England und den USA. Nachdem Lanalee de Kant Montgomery im März 2021 verstarb, heiratete Montgomery im Februar 2022 Carol Gracina Maughan. Aus erster Ehe hatte Montgomery zwei Töchter und einen Sohn sowie einen Adoptivsohn mit seiner zweiten Ehefrau.

## Schriften (Auswahl)

### In Englisch
- The Shape of the Past, 1962; revidiert 1975.
- The “Is God Dead?” Controversy, 1966.
- Crisis in Lutheran Theology, vol. 1, 1967; vol. 2, 1973.
- Where is History Going? 1969.
- Damned through the Church, 1970.
- The Suicide of Christian Theology, 1970.
- Christianity for the Tough Minded, 1973.
- God’s Inerrant Word, 1974.
- A Book of Readings, International Scholarly Publishers, 1974.
- The Law Above the Law, Bethany 1975.
- Demon Possession, 1976.
- In Search of Noah's Ark, 1977.
- Faith Founded on Fact, 1978.
- Principalities and Powers, 1981.
- Slaughter of the Innocents, 1981.
- The Marxist Approach to Human Rights, Simon Greenleaf, Anaheim 1984.
- Human Rights and Human Dignity, Canadian Institute for Law, Theology and Public Policy, 1987.
- Evidence for Faith, 1991.
- Law and Morality: Friends or Foes? University of Luton, Luton 1994.
- The Repression of Evangelism in Greece: European Litigation Vis-A-Vis a Closed Religious Establishment, University Press of America, 2001, ISBN 978-0-7618-1956-1.
- Christ Our Advocate, Verlag für Kultur und Wissenschaft, 2002.
- Tractatus Logico-Theologicus, 2002.
- The Shape of the Past: A Christian Response to Secular Philosophies of History, Wipf & Stock Publishers, 2009, ISBN 978-1-60608-449-6.
- Fighting the Good Fight: A Life in Defense of the Faith, Verlag für Kultur und Wissenschaft, 4. Auflage, 2022, ISBN 978-3-86269-105-0

### In deutscher Übersetzung
- Verdammt durch die Kirche: eine Mahnung an Gewohnheitschristen, Christliche Verlagsanstalt, Konstanz 1973, ISBN 978-3-7673-3360-4
- Weltgeschichte wohin? Hänssler, Neuhausen-Stuttgart 1977.
- Wohin marschiert China? Trobisch, Kehl 1994, ISBN 978-3-87827-020-1.
- China zur Zeit des Massakers auf dem Tiananmenplatz: Erkenntnisse eines Augenzeugen vor 20 Jahren. Verlag für Kultur und Wissenschaft, 2011, ISBN 978-3-86269-022-0.